# Takahata
Takahata (jap. 高畠町 Takahata-machi) – miasto w Japonii, na wyspie Honsiu, w prefekturze Yamagata. Według danych na rok 2020 miejscowość zamieszkiwało 22 463 mieszkańców , a gęstość zaludnienia wyniosła 124,6 os./km².